# Stirling Highland Hotel

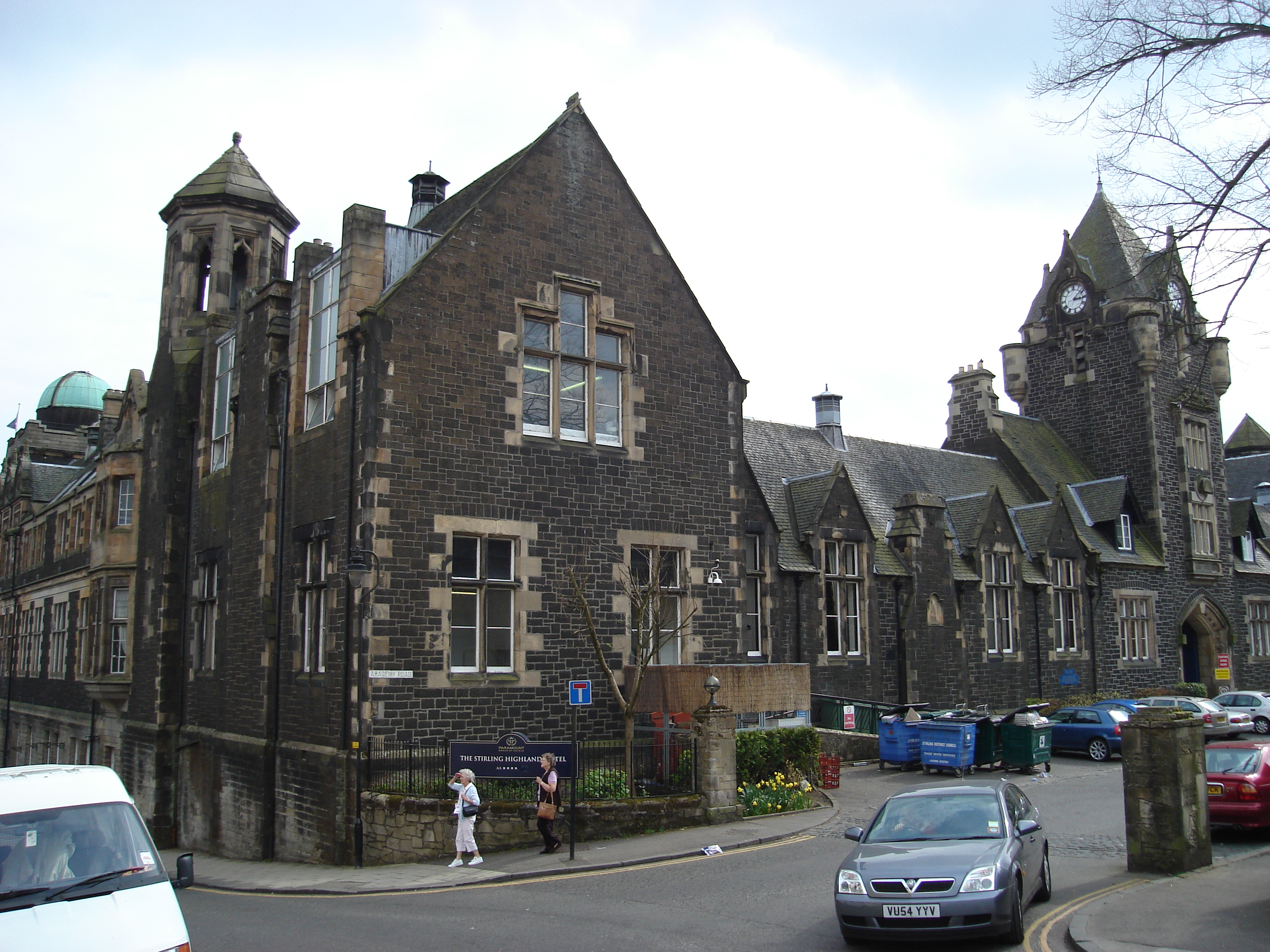
Stirling Highland Hotel

Das Stirling Highland Hotel ist ein Hotel in der schottischen Stadt Stirling in der gleichnamigen Council Area. 1965 wurde das Bauwerk in die schottischen Denkmallisten in der höchsten Denkmalkategorie A aufgenommen.

## Geschichte
Die Geschichte der heutigen Stirling High School begann im Jahre 1129 als Seminar der Church of the Holy Rude. 1635 erhielt sie als weiterführende Schule ein eigenes Schulgebäude auf dem Castle Hill nahe Stirling Castle. Vorliegendes, zwischen 1854 und 1856 errichtetes Gebäude nutzte sie bis 1962. Die Baukosten beliefen sich auf rund 5000 £. Zwischen 1887 und 1890 wurde das Schulgebäude erweitert und 1905 um eine Grundschule ergänzt. Im Jahre 1990 wurde die ehemalige Schule zu einem Hotelbetrieb umgestaltet.

## Beschreibung
Das Stirling Highland Hotel steht an der Einmündung der Academy Road in die Spittal Street im historischen Zentrum Stirlings. Gegenüber steht die Glengarry Lodge. Das schlicht neogotische Bauwerk ist ein- bis zweistöckig ausgeführt. Für die skulpturale Ausgestaltung zeichnet Alexander Handyside Ritchie verantwortlich. Die nordwestexponierte Hauptfassade entlang der Academy Road ist zwölf Achsen weit. Markant ist der zentrale Turm mit einem spitzbogigen Torweg auf den Innenhof. Er ist mit Erker, Ecktourellen, Turmuhren und Skulpturen ausgestaltet. Der Turm schließt mit einem schiefergedeckten Pyramidendach.